# تندومحمدخان
تندومحمدخان (به انگلیسی: Tando Muhammad Khan) یک شهر در پاکستان است که در ایالت سند واقع شده است. تندومحمدخان ۱۱ متر بالاتر از سطح دریا واقع شده است.